# روي تورنبول بلاك
روي تورنبول بلاك (بالإنجليزية: Roy Turnbull Black)‏ هو لاعب شطرنج أمريكي، ولد في 14 فبراير 1888 في نيويورك في الولايات المتحدة، وتوفي في 27 يوليو 1962 في ويليامسفيل في الولايات المتحدة.

## وصلات خارجية
- روي تورنبول بلاك على موقع مباريات الشطرنج (الإنجليزية)
- روي تورنبول بلاك على موقع 365Chess.com (الإنجليزية)